# Atíša
Atíša Dípankara Šrídžňána (asi 982–1054), známější jako Atíša, byl buddhistický učitel pocházející z Bengálska. Učil se u význačných tantriků, jakými byli Ráhulagupta, Maitrípa a Virúpa a stal se učitelem ve Vikramašíle, jedné z velkých indických univerzit té doby. Roku 1042 opustil Indii na pozvání syna tibetského krále, ale také proto, že se mu zjevila bódhisattva Tára. S vědomím, že může přispět k většímu šíření dharmy, se vydal do Tibetu, čímž započal druhou éru šíření buddhismu v Tibetu. Podle tradice tam jeho žáci založili školu Kadampa.

## V Tibetu
V Tibetu vyučoval v různých buddhistických institucích a těšil se velké vážnosti, ale nemohl vysvěcovat mnichy, neboť se hlásil k jiné škole, než která byla v Tibetu přijímaná. Podle něj je nejlepším možným zbožným životem způsob mnišského života v celibátu a žijící podle pravidel vinaja. Atíšovi žáci se stali významnými postavami tibetského buddhismu, Domtonpa (1008–1064) založil roku 1057 klášter Radeng, který se stal hlavním sídlem řádu a později institucí Gelugpy.

## Dílo
Atíša ve svém životě napsal dílo Lampa na cestu k probuzení. Jedná se o krátkou báseň, která se stala vzorem zejména pro řád Gelugpa a pro texty Lamrim (tibetsky: "stupně cesty" nebo "etapy na cestě"). Texty popisují stupně na cestě k probuzení podle Buddhova učení podávané učiteli škol Ňingmapa, Kagjüpa a Gelugpa. Ve svém díle Atíša shrnuje buddhistické stezky a propojuje učení Mahájány a tantry, což dnes tibetští učenci považují za kompletní části buddhistické cesty.
Lidi rozdělil do tří skupin, na bezbožné lidi, kteří se soustřeďují na současný život, na lidi středních schopností, kteří se věnují praxi pro své vlastní dobro (hínajánisté), a na lidi velkých schopností, jednající pro blaho druhých.

## Legendy
Podle legendy Atíša předpověděl, že se v blízkosti hory Bönpori převtělí 7× Maňdžušrí, 1× Avalókitéšvara, 1× Vadžrapání.